# Vitalij Kalinitjenko
Vitalij Kalinitjenko, född 9 augusti 1993 i Vorochta är en ukrainsk backhoppare. Han deltog i Världsmästerskapen i nordisk skidsport 2019 i Innsbruck/Seefeld där han kom på fyrtioandra plats i stor backe. Han har även en tjugoförsta plats från Continentalcupen i Erzerum, Turkiet på meritlistan.